# Arquidiócesis de Nagasaki
La arquidiócesis de Nagasaki (en latín: Archidioecesis Nagasakien(sis), en japonés: カトリック長崎大司教区 (Katorikku Nagasaki Daishikyōku?)) es una circunscripción eclesiástica latina de la Iglesia católica en Japón, sede metropolitana de la provincia eclesiástica de Nagasaki. La arquidiócesis tiene al arzobispo Peter Michiaki Nakamura como su ordinario desde el 28 de diciembre de 2021.

## Territorio y organización
La arquidiócesis tiene 4131 km² y extiende su jurisdicción sobre los fieles católicos de rito latino residentes en la prefectura de Nagasaki, dentro de la región de Kyūshū.
La sede de la arquidiócesis se encuentra en la ciudad de Nagasaki, en donde se halla la Catedral de la Inmaculada Concepción.
En 2019 en la arquidiócesis existían 72 parroquias.
La arquidiócesis tiene como sufragáneas a las diócesis de: Fukuoka, Kagoshima, Naha y Ōita.

## Historia
El vicariato apostólico de Japón Meridional fue erigido el 20 de junio de 1876 con el breve Pastoris aeterni del papa Pío IX, obteniendo el territorio del vicariato apostólico de Japón (hoy arquidiócesis de Tokio).
El 20 de marzo de 1888 cedió una parte de su territorio para la erección del vicariato apostólico de Japón Central (hoy arquidiócesis de Osaka) mediante el breve Quae rei sacrae del papa León XIII.
El 15 de junio de 1891, como resultado del breve Non maius Nobis del papa León XIII, el vicariato apostólico fue elevado a diócesis y asumió el nombre de diócesis de Nagasaki.
El 18 de marzo de 1927 cedió una parte de su territorio para la erección de la prefectura apostólica de Kagoshima (hoy diócesis de Kagoshima) mediante el breve Aucto pastorum del papa Pío XI.
El 16 de julio de 1927 cedió otra parte de su territorio para la erección de la diócesis de Fukuoka mediante el breve Catholicae Fidei del papa Pío XI.
Durante la Segunda Guerra Mundial la bomba atómica que Estados Unidos lanzó sobre Nagasaki el 9 de agosto de 1945 detonó a tan solo 500 m de la catedral, destruyéndola completamente y matando a todos los católicos congregados en la catedral y a muchos otros en otros sitios de la ciudad. En 1959 fue reconstruida en el mismo lugar imitando su forma original.

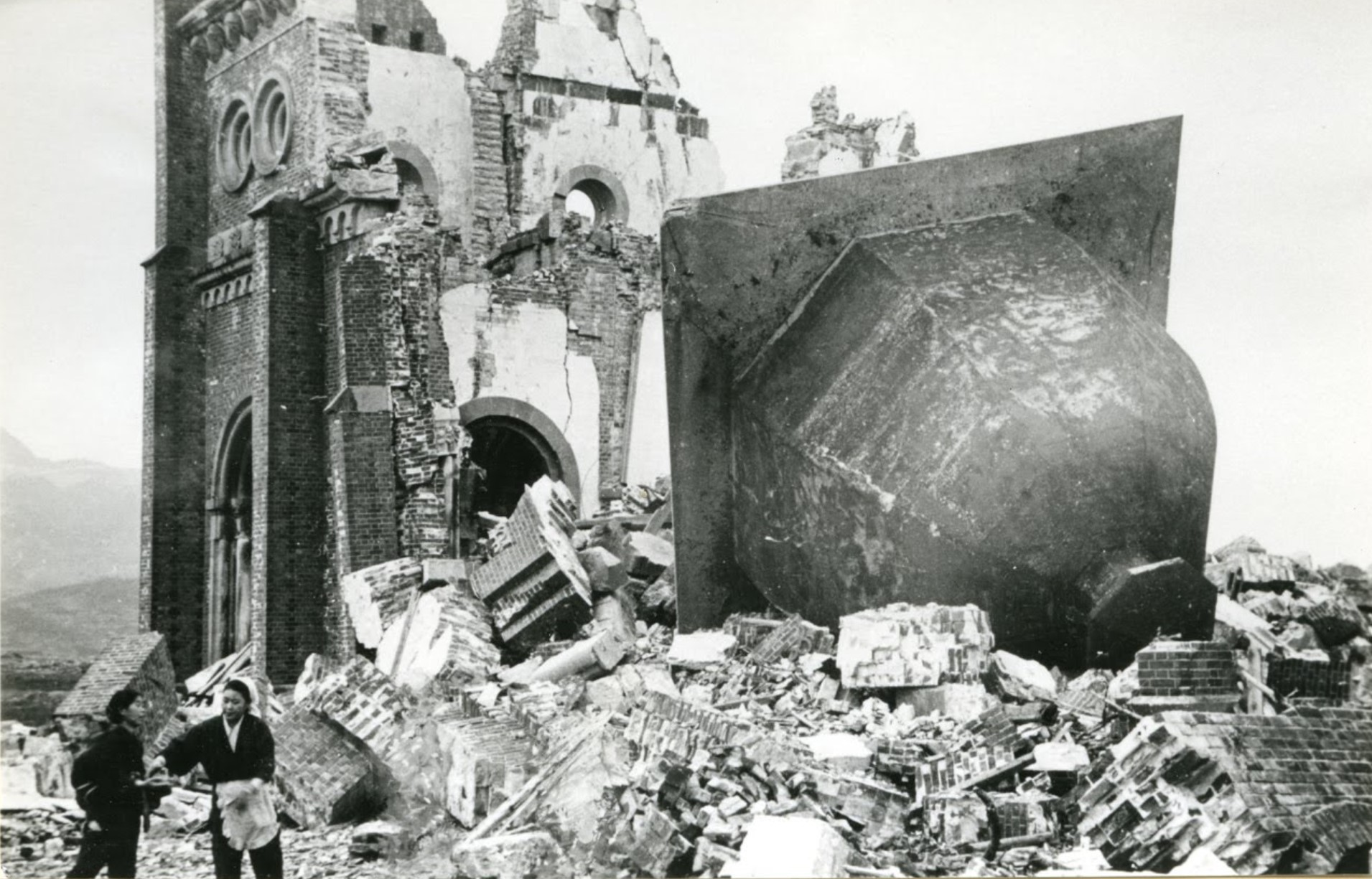
Restos de la catedral destruida en 1945

El 4 de mayo de 1959 la diócesis fue elevada al rango de arquidiócesis metropolitana con la bula Qui cotidie del papa Juan XXIII.

## Estadísticas
De acuerdo al Anuario Pontificio 2020 la arquidiócesis tenía a fines de 2019 un total de 60 933 fieles bautizados.
| Año                                                                             | Población            | Población | Población      | Sacerdotes | Sacerdotes    | Sacerdotes    | Bautizados por sacerdote | Diáconos permanentes | Religiosos | Religiosos | Parroquias |
| Año                                                                             | Bautizados católicos | Total     | % de católicos | Total      | Clero secular | Clero regular | Bautizados por sacerdote | Diáconos permanentes | Varones    | Mujeres    | Parroquias |
| ------------------------------------------------------------------------------- | -------------------- | --------- | -------------- | ---------- | ------------- | ------------- | ------------------------ | -------------------- | ---------- | ---------- | ---------- |
| 1950                                                                            | 63 170               | 1 651 558 | 3.8            | 50         | 39            | 11            | 1263                     |                      | 27         | 95         | 36         |
| 1970                                                                            | 70 292               | 1 600 013 | 4.4            | 116        | 77            | 39            | 605                      |                      | 68         | 352        | 63         |
| 1980                                                                            | 74 784               | 1 590 292 | 4.7            | 120        | 76            | 44            | 623                      |                      | 74         | 774        | 65         |
| 1990                                                                            | 72 329               | 1 575 222 | 4.6            | 141        | 83            | 58            | 512                      | 1                    | 82         | 864        | 69         |
| 1999                                                                            | 69 224               | 1 531 990 | 4.5            | 137        | 91            | 46            | 505                      | 1                    | 97         | 889        | 72         |
| 2000                                                                            | 69 025               | 1 527 138 | 4.5            | 148        | 92            | 56            | 466                      | 1                    | 108        | 879        | 72         |
| 2001                                                                            | 68 801               | 1 516 872 | 4.5            | 143        | 92            | 51            | 481                      |                      | 97         | 869        | 72         |
| 2002                                                                            | 68 551               | 1 511 890 | 4.5            | 152        | 97            | 55            | 450                      | 1                    | 85         | 863        | 72         |
| 2003                                                                            | 68 462               | 1 506 511 | 4.5            | 147        | 96            | 51            | 465                      | 1                    | 81         | 847        | 72         |
| 2004                                                                            | 67 728               | 1 500 249 | 4.5            | 142        | 97            | 45            | 476                      | 1                    | 72         | 849        | 72         |
| 2013                                                                            | 62 584               | 1 406 369 | 4.5            | 142        | 84            | 58            | 440                      |                      | 85         | 773        | 71         |
| 2016                                                                            | 62 265               | 1 377 780 | 4.5            | 132        | 86            | 46            | 471                      |                      | 60         | 704        | 72         |
| 2019                                                                            | 60 933               | 1 337 662 | 4.6            | 134        | 90            | 44            | 454                      |                      | 61         | 655        | 72         |
| Fuente: Catholic-Hierarchy, que a su vez toma los datos del Anuario Pontificio. |                      |           |                |            |               |               |                          |                      |            |            |            |

## Episcopologio
- Bernard-Thadée Petitjean, M.E.P. † (20 de junio de 1876-7 de octubre de 1884 falleció)
- Jules-Alphonse Cousin, M.E.P. † (26 de junio de 1885-18 de septiembre de 1911 falleció)
- Jean-Claude Combaz, M.E.P. † (3 de junio de 1912-18 de agosto de 1926 falleció)
- Januarius Kyunosuke Hayasaka † (16 de julio de 1927-5 de febrero de 1937 renunció[8])
- Paul Aijirô Yamaguchi † (15 de septiembre de 1937-19 de diciembre de 1968 retirado[9])
- Joseph Asajiro Satowaki † (19 de diciembre de 1968-8 de febrero de 1990 retirado)
- Francis Xavier Kaname Shimamoto, Ist. del Prado † (8 de febrero de 1990-31 de agosto de 2002 falleció)
- Joseph Mitsuaki Takami, P.S.S. (17 de octubre de 2003-28 de diciembre de 2021 retirado)
- Peter Michiaki Nakamura, desde el 28 de diciembre de 2021